# Font de Pando
La Font de Pando està situada en la parròquia del mateix nom en el consell d'Oviedo a Astúries.
Es tracta d'una font que aboca aigua mínero-medicinal de gran qualitat rica en sulfats i calci. La primera ressenya sobre la font es remunta a l'època d'Ordoño II que la dona a la Catedral d'Oviedo. La font pública, probablement construïda el segle xviii i realitzada en carreu de gres. Té planta rectangular i alçat neoclàssic.
El cos de la font s'articula a tres carrers, la central més ampla, en forma de medalló, amb la següent inscripció: «Reedificose/any 1820». Sota el medalló, un relleu de pedra subjecta l'única canella d'aigua. Es remata per un frontó triangular. La font està adossada i emmarcada per una a prop de pedra que impedeix despreniments.
La Font de Pando és un dels pocs exemples de fonts públiques que es conserven en el consell d'Oviedo.